# Episodi di The Expanse (terza stagione)
La terza stagione della serie televisiva The Expanse, composta da 13 episodi, è stata trasmessa in prima visione sul canale statunitense Syfy dall'11 aprile al 27 giugno 2018.
In Italia, la stagione è stata pubblicata sulla piattaforma di streaming on demand Prime Video l'8 febbraio 2019.
Durante questa stagione esce dal cast principale Shawn Doyle. Thomas Jane e Florence Faivre ricompaiono come guest star.
| n° | Titolo originale    | Titolo italiano        | Prima TV USA   | Pubblicazione Italia |
| -- | ------------------- | ---------------------- | -------------- | -------------------- |
| 1  | Fight or Flight     | Lottare o fuggire      | 11 aprile 2018 | 8 febbraio 2019      |
| 2  | IFF                 | IFF                    | 18 aprile 2018 | 8 febbraio 2019      |
| 3  | Assured Destruction | Distruzione assicurata | 25 aprile 2018 | 8 febbraio 2019      |
| 4  | Reload              | Ricaricare             | 2 maggio 2018  | 8 febbraio 2019      |
| 5  | Triple Point        | Punto triplo           | 9 maggio 2018  | 8 febbraio 2019      |
| 6  | Immolation          | Immolarsi              | 16 maggio 2018 | 8 febbraio 2019      |
| 7  | Delta-V             | Delta-V                | 23 maggio 2018 | 8 febbraio 2019      |
| 8  | It Reaches Out      | Contatti               | 30 maggio 2018 | 8 febbraio 2019      |
| 9  | Intransigence       | Intransigenza          | 6 giugno 2018  | 8 febbraio 2019      |
| 10 | Dandelion Sky       | Dente di leone         | 13 giugno 2018 | 8 febbraio 2019      |
| 11 | Fallen World        | Il mondo in rovina     | 20 giugno 2018 | 8 febbraio 2019      |
| 12 | Congregation        | Congregazione          | 27 giugno 2018 | 8 febbraio 2019      |
| 13 | Abaddon's Gate      | La porta dell'abisso   | 27 giugno 2018 | 8 febbraio 2019      |

## Lottare o fuggire
- Titolo originale: Fight or Flight
- Diretto da: Breck Eisner
- Scritto da: Mark Fergus e Hawk Ostby

### Trama
Marte accusa la Terra dell'omicidio del ministro della difesa e su Ganimede scoppia un altro scontro armato. Errinwright convince il segretario della Nazioni Unite a dichiarare guerra alla repubblica marziana e incastra Avasarala facendola passare per una traditrice che ha cospirato con Mao. Intanto Naomi cambia il nome del transponder della Rocinante per farli passare inosservati chiamandola, su suggerimento di Meng, Pinus contorta e propone di rifugiarsi sulla stazione Thyco. Il resto dell'equipaggio è arrabbiato con lei per avere mentito e preso decisioni sulla protomolecola alle spalle degli altri, ma concorda che sia l'idea migliore. Più tardi però Holden si accorge che quando hanno distrutto la creatura ibrido c'è stato un picco di energia sulla luna gioviana di Io e convince gli altri, eccetto Naomi, a dirigersi lì per salvare la figlia di Meng. Nel frattempo, sulla nave di Mao, Avasarala, Draper e Ghazi si fanno strada con l'aiuto di un tecnico convinto a collaborare verso la capsula di salvataggio. Quando vi arrivano scoprono che è solo per due persone e l'accesso è bloccato; Draper passa dall'esterno e sblocca manualmente l'accesso alla capsula, su cui fugge con Avasarala. Ghazi e il tecnico fuggono invece con la navetta da sbarco, mentre la nave di Mao viene distrutta da una nave delle Nazioni Unite sotto gli ordini di Errinwright.
- Durata: 41 minuti
- Guest star: Chad L. Coleman (Frederick Lucius Johnson), Terry Chen (Dottor Praxidike "Prax" Meng), Nick E. Tarabay (Cotyar Ghazi), Cara Gee (Camina Drummer).
- Ascolti USA: telespettatori 653 000[3]

## IFF
- Titolo originale: IFF
- Diretto da: Breck Eisner
- Scritto da: Daniel Abraham e Ty Franck

### Trama
Il segretario delle Nazioni Unite Sorrento-Gillis convince Anna Volovodov, un ministro di culto sua vecchia amica che gestisce un ospedale per rifugiati, a collaborare come suo portavoce nel tempo di guerra promettendo in cambio di fornire medicine all'ospedale; Anna, ascoltando i discorsi politici nell'entourage del segretario, rimane scioccata dalle azioni al limite dei crimini di guerra. Mao intanto raggiunge il laboratorio di Io con l'intenzione di chiudere il progetto ibridi poiché incontrollabili, ma il dottor Strickland gli rivela che le nuove sperimentazioni su bambini affetti da una rara immunodeficienza tra cui la figlia di Meng stanno dando buoni risultati. Nel frattempo Avasarala e Draper perdono di vista la navetta da sbarco con Ghazi e fuggono inseguite dalla nave delle Nazioni Unite; Draper invia un messaggio di aiuto alle navi marziane nei dintorni che viene ricevuto dalla Rocinante, dove si dibatte se intervenire deviando dalla missione. Avasarala ben presto non resiste alla spinta gravitazionale del motore e Draper è costretta a rallentare, venendo agganciati dai missili della nave delle Nazioni Unite. Le due donne vengono salvate dalla Rocinante che interviene distruggendo i missili e, con un'abile strategia di combattimento, danneggia i motori della nave delle Nazioni Unite, ponendo fine all'inseguimento e caricando a bordo Avasarala e Draper.
- Durata: 41 minuti
- Guest star: Terry Chen (Dottor Praxidike "Prax" Meng), François Chau (Jules-Pierre Mao), Ted Atherton (Dottor Lawrence Strickland), Raven Dauda (Namono "Nono" Volovodov), Jaeden Noel (Katoa Merton) ed Elizabeth Mitchell (Reverendo Dottoressa Annushka "Anna" Volovodov).
- Ascolti USA: telespettatori 500 000[4]

## Distruzione assicurata
- Titolo originale: Assured Destruction
- Diretto da: Thor Freudenthal
- Scritto da: Dan Nowak

### Trama
Avasarala viene curata sulla Rocinante e quando si riprende i due gruppi condividono tutte le informazioni che hanno sulla protomolecola, concordando le azioni da intraprendere su Io. Naomi è insofferente per gli interessi dei cinturiani che vengono lasciati da parte e viene criticata anche da Avasarala per avere dato la protomolecola all'APE. Intanto la nave con a bordo Ghazi viene recuperata dall'ammiraglia della flotta di Giove, la Aghata King, capitanata dall'ammiraglio Souther. Ghazi uccide il tecnico per assicurarsi che ci sia solo la sua versione e viene tenuto sotto custodia in infermeria per gli ordini dell'ammiraglio di flotta Nguyễn, che arriva sulla nave. Quest'ultimo e Souther lo interrogano, ma Ghazi afferma che Avasarala è morta. Souther intuisce che qualcosa non torni e simula un guasto elettrico nell'infermeria per parlare in privato con Ghazi: questi, sapendo che è un uomo d'onore, gli rivela tutta la verità e che il traditore è in realtà Errinwright. Nguyễn si accorge del malfunzionamento e, sospettando di Souther, prende il comando della nave facendo rotta verso Io. Sulla luna di Giove intanto Mao fa la conoscenza di Mei, la figlia di Meng, e rimane turbato dagli esperimenti che fanno sui bambini, ordinando a Strickland di interrompere il progetto, poiché comunque lontanissimi dal comprendere in pieno la protomolecola. Nel frattempo il segretario Sorrento-Gillis, influenzato da Anna, decide di non procedere ad un attacco preventivo contro cinque piattaforme di lancio marziane con missili nucleari. Errinwright critica successivamente il segretario sostenendo che se non farà qualcosa sarà dimenticato, e questi decide allora di procedere all'attacco. Le piattaforme vengono distrutte, ma un missile colpisce la Terra causando quasi due milioni di morti; Anna osserva sgomenta le notizie dell'attacco ed Errinwright la sobilla dicendo che la causa è stata l'indecisione del segretario.
- Durata: 43 minuti
- Guest star: Terry Chen (Dottor Praxidike "Prax" Meng), Nick E. Tarabay (Cotyar Ghazi), François Chau (Jules-Pierre Mao), Byron Mann (Ammiraglio Augusto Nguyễn), Ted Atherton (Dottor Lawrence Strickland), Jaeden Noel (Katoa Merton), Natalie Lisinska (Tenente Shaffer), Morgan Kelly (Tenente Mancuso) ed Elizabeth Mitchell (Reverendo Dottoressa Annushka "Anna" Volovodov).
- Ascolti USA: telespettatori 553 000[5]

## Ricaricare
- Titolo originale: Reload
- Diretto da: Thor Freudenthal
- Scritto da: Robin Veith

### Trama
Una flotta di navi cinturiane, su ordine di Fred Johnson, recupera la gigantesca nave dei mormoni Nauvoo alla deriva per modificarla. Intanto, il segretario Sorrento-Gillis si rivolge all'assemblea delle Nazioni Unite distorcendo il discorso preparato da Anna e incitando la folla alla guerra contro Marte; Anna è furibonda e accusa il segretario di essere un burattino di Errinwright, intendendo interrompere la collaborazione. Nel frattempo, la Rocinante, a corto di munizioni, esplora un relitto marziano frutto di una battaglia spaziale e trova tre sopravvissuti. I tre soldati si rendono conto ben presto di essere sulla Tachi e riconoscono James Holden, quindi prendono in ostaggio Alex e cercano di occupare la nave: grazie all'intervento di Draper, Holden e gli altri riescono a farli ragionare e a deporre le armi. Avasarala, che ha visto la trasmissione del discorso del segretario, convince Holden ad inviare il messaggio incriminante di Errinwright alle persone giuste per mostrare che la guerra si fonda su una bugia. Tramite un segnale di rimbalzo fanno avere ad Anna il messaggio, inoltre affidano ai tre soldati marziani lo stesso messaggio per farlo avere al loro comandante che dovrà farlo avere a sua volta all'ammiraglio Souther. Rimesso in funzione il relitto, liberano i tre soldati per farli tornare alla propria flotta e consegnare il messaggio. Intanto su Io, Strickland e Mao osservano uno stadio avanzato di un bambino ibrido: Mao intuisce che egli sta parlando a tutta la protomolecola e che quindi è la chiave per tutto.
- Durata: 43 minuti
- Guest star: Terry Chen (Dottor Praxidike "Prax" Meng), Cara Gee (Capitano Camina Drummer), François Chau (Jules-Pierre Mao), Ted Atherton (Dottor Lawrence Strickland), Jaeden Noel (Katoa Merton), Raven Dauda (Namono "Nono" Volovodov), Atticus Mitchell (Guardiamarina Sinopoli) ed Elizabeth Mitchell (Reverendo Dottoressa Annushka "Anna" Volovodov).
- Ascolti USA: telespettatori 590 000[6]

## Punto triplo
- Titolo originale: Triple Point
- Diretto da: Jeff Woolnough
- Scritto da: Georgia Lee

### Trama
I tre soldati marziani consegnano al capitano Kirino della MCRN Hammurabi il messaggio e questi decide di inviarlo all'ammiraglio Souther. Kirino scopre che la flotta terrestre si sta dirigendo inspiegabilmente verso Io e decide di muovere anche la flotta marziana in quella direzione. Souther intanto riceve il messaggio dall'Hammurabi e ha conferma della sua autenticità dalle parole di Ghazi, ma viene richiamato sul ponte dall'ammiraglio Nguyễn che si chiede perché la Hammurabi non abbia ancora aperto il fuoco. Intanto Avasarala confessa a Holden che vuole che anche la Terra abbia un campione di protomolecola, mentre Naomi gli rivela che lotta per la cintura perché ha avuto un figlio che gli è stato portato via dal precedente compagno, un attivista dell'APE. Su Io intanto Mao e Strickland interrogano l'ibrido e vengono a sapere che la protomolecola ha quasi ultimato il suo progetto, ma la creatura diventa troppo instabile e sono costretti a sedarla. Per avere maggiori informazioni, Mao autorizza la procedura su Mei per trasformare anch'essa in un ibrido. Nel frattempo Nguyễn dà ordine di attaccare la Hammurabi, ma Souther e un paio di ufficiali fedeli si ammutinano e prendono il controllo della nave. Souther apre le comunicazioni alla flotta terrestre e marziana denunciando la cospirazione, ma prima che possa trasmettere le prove Nguyễn e i suoi riprendono il controllo e uccidono Souther. Alcune navi si ammutinano ugualmente insieme a parte del ponte di comando della Aghata King: l'ammiraglio Nguyễn fa fuoco su una motosilurante ribelle distruggendola, ma a quel punto le navi della flotta terrestre iniziano a sparasi a vicenda, mentre la Hammurabi ordina alla flotta marziana di non intervenire e prestare soccorso a chi si dichiarerà pacifico. La Rocinante intanto atterrà su Io e Holden e gli altri cercano di assaltare il laboratorio: mentre cercano di sbloccare il portellone d'ingresso, assistono però alla partenza delle capsule con gli ibridi lanciati dal laboratorio ad opera dell'ammiraglio Nguyễn.
- Durata: 42 minuti
- Guest star: Terry Chen (Dottor Praxidike "Prax" Meng), Nick E. Tarabay (Cotyar Ghazi), François Chau (Jules-Pierre Mao), Byron Mann (Ammiraglio Augusto Nguyễn), Ted Atherton (Dottor Lawrence Strickland), Atticus Mitchell (Guardiamarina Sinopoli), Natalie Lisinska (Tenente Shaffer), Morgan Kelly (Tenente Mancuso), Krista Bridges (Capitano Sandrine Kirino), Matthew Bennett (Tenente Durant).
- Ascolti USA: telespettatori 555 000[7]

## Immolarsi
- Titolo originale: Immolation
- Diretto da: Jeff Woolnough
- Scritto da: Alan Di Fiore

### Trama
La Rocinante e le flotte in orbita cercano di distruggere le capsule degli ibridi, ma molte riescono a dileguarsi usando la tecnologia mimetica e dirigendosi, secondo Avasarala, su Marte. Intanto sulla Terra mentre si assiste impotenti all'arrivo delle notizie dall'orbita di Io, Anna mostra al segretario Sorrento-Gillis il video di Errinwright, ma quest'ultimo davanti ai fatti rivendica l'operato in nome della Terra, venendo arrestato per tradimento. Su Io intanto il gruppo di Holden s'imbatte nell'ibrido, sguinzagliato da Strickland: Draper attira la sua attenzione e lo fa allontanare, riuscendo infine a ucciderlo con molta fatica. Nel frattempo Holden intercetta Mao e lo cattura, mentre Meng e Amos raggiungono i bambini salvandoli da Strickland, che viene ucciso da Amos perché Meng non si sporchi le mani. Intanto Alex e Naomi raggiungono con una navetta il ponte di comando dell'Aghata King, che nel frattempo è stata colpita da una capsula e infettata, nel tentativo di fermare o dirottare le capsule degli ibridi, seppure l'ammiraglio Nguyễn dica loro che è troppo tardi. Prima che possano terminare il lavoro, Ghazi invia un messaggio dicendo di avere messo in sovraccarico il reattore dell'Aghata King per distruggere la protomolecola; dopo avere riattivato i transponder delle capsule, Alex e Naomi quindi si ritirano e quest'ultima, con il consenso di tutti, invia la loro posizione a Fred Johnson perché li distrugga con le testate nucleari sottratte alla Terra, ottenendo dall'azione la gratitudine di Marte e Terra. Mentre la Rocinante si allontana da Io con tutti a bordo, giungono notizie da Venere secondo cui una struttura è emersa dalla superficie entrando in orbita.
- Durata: 43 minuti
- Guest star: Chad L. Coleman (Frederick Lucius Johnson), Terry Chen (Dottor Praxidike "Prax" Meng), Nick E. Tarabay (Cotyar Ghazi), François Chau (Jules-Pierre Mao), Byron Mann (Ammiraglio Augusto Nguyễn), Ted Atherton (Dottor Lawrence Strickland) ed Elizabeth Mitchell (Reverendo Dottoressa Annushka "Anna" Volovodov).
- Ascolti USA: telespettatori 609 000[8]

## Delta-V
- Titolo originale: Delta-V
- Diretto da: Kenneth Fink
- Scritto da: Naren Shankar

### Trama
Sono passati alcuni mesi dall'emersione della protomolecola da Venere, che ora ha assunto la forma di un anello nell'orbita oltre Urano, e flotte di Marte, Terra e della cintura si stanno dirigendo lì per studiarne la natura. Mao è stato arrestato, Avasarala è stata nominata segretario generale delle Nazioni Unite dopo le dimissioni di Sorrento-Gillis, mentre Draper è stata riabilitata nei marine ed è diretta all'Anello, così come Anna è nella delegazione terrestre. Intanto la Nauvoo è stata trasformata nella Behemoth, l'ammiraglia della cintura, capitanata da Drummer e con Naomi diventata capo ingegnere, anch'essi diretti all'Anello. Dopo un incidente causato dal traffico di stupefacenti a bordo, Drummer vuole gettare nello spazio lo spacciatore, ma Klaes Ashford, primo ufficiale inviato da Anderson Dawes, la convince a mostrare clemenza abbandonando le leggi barbariche della cintura per dimostrare che non sono dei selvaggi. Intanto su una nave della flotta terrestre, Melba, un nuovo tecnico, piazza una bomba sulla nave mentre fa manutenzione ed è costretta ad uccidere un collega quando viene scoperta. Nel frattempo, un cinturiano che passa il tempo cercando di battere i record di percorrenza rotte utilizzando la fionda gravitazionale, per passare alla storia cerca di attraversare l'Anello, ma la nave s'infrange contro una barriera e rimane ucciso. Intanto Holden, Alex e Amos viaggiano sulla Rocinante diretti anche loro all'Anello, mentre una giornalista registra un documentario a bordo facendo loro domande, in cambio del pagamento delle spese legali per la causa che Marte ha intentato contro di loro per il furto della Tachi. Pressato dalle domande della giornalista, Holden si ritira nella sua cabina, dove ha un'allucinazione di Miller.
- Durata: 44 minuti
- Apparizione speciale: Thomas Jane (L'Investigatore).
- Guest star: David Strathairn (Comandante Klaes Ashford), Cara Gee (Capitano Camina Drummer), Nadine Nicole (Melba Alzbeta Koh), Genelle Williams (Tilly Fagan),[9] Raven Dauda (Namono "Nono" Volovodov), Anna Hopkins (Monica Stuart), Zach Villa (Manéo Jung-Espinoza), Brandon McGibbon (Elio "Cohen" Casti), John Kapelos (Ren Hazuki), Ari Millen (Stannislaw "Stanni" Kulp), Paulino Nunes (Hector "Hank" Cortez)[9] ed Elizabeth Mitchell (Reverendo Dottoressa Annushka "Anna" Volovodov).
- Ascolti USA: telespettatori 625 000[10]

## Contatti
- Titolo originale: It Reaches Out
- Diretto da: Kenneth Fink
- Scritto da: Mark Fergus e Hawk Ostby

### Trama
Holden ha ripetute allucinazioni di Miller che sembra parlare di fatti sconnessi, quindi si fa analizzare ripetutamente dal sistema medico automatico della nave temendo di essere infettato dalla protomolecola. I risultati sono tutti negativi, ma viene notato dai compagni di bordo che sono preoccupati per lui. Intanto il cameraman presente sulla nave la sabota di nascosto, mentre Holden si accorge che la prima allucinazione è comparsa quando il cinturiano si è schiantato sull'Anello, attivandolo. Intuisce dalle criptiche parole di Miller che sia una proiezione dell'Anello inviato per dirgli qualcosa, ma prima che possa scoprirlo viene richiamato sul ponte. Melba, che nel frattempo è tornata sull'ammiraglia delle Nazioni Unite, fa esplodere la bomba distruggendo una nave terrestre, mentre Alex si accorge che le comunicazioni della Rocinante sono bloccate e un messaggio parte diretto a tutte le flotte: in esso, Holden afferma di avere distrutto la nave terrestre per rivendicare l'Anello per l'APE. Drummer contatta la flotta terrestre dissociandosi dalle parole di Holden e, per dimostrare ciò, spara un missile contro la Rocinante nonostante le proteste di Naomi. Holden nel frattempo chiede un minuto da solo ai compagni sicuro di trovare il modo di salvarsi: Miller gli riappare e Holden pensa di avere compreso il suo criptico messaggio, quindi ordina ad Alex di fare rotta verso l'Anello, ma rallentando subito prima dell'ingresso. La Rocinante entra dell'Anello e la decelerazione fa perdere i sensi all'equipaggio: quando si riprendono, il missile sembra essersi fermato davanti a loro.
- Durata: 42 minuti
- Apparizione speciale: Thomas Jane (L'Investigatore).
- Guest star: David Strathairn (Comandante Klaes Ashford), Cara Gee (Capitano Camina Drummer), Nadine Nicole (Melba Alzbeta Koh), Genelle Williams (Tilly Fagan), Anna Hopkins (Monica Stuart), Brandon McGibbon (Elio "Cohen" Casti), John Kapelos (Ren Hazuki), Ari Millen (Stannislaw "Stanni" Kulp), Paulino Nunes (Hector "Hank" Cortez) ed Elizabeth Mitchell (Reverendo Dottoressa Annushka "Anna" Volovodov).
- Ascolti USA: telespettatori 609 000[11]

## Intransigenza
- Titolo originale: Intransigence
- Diretto da: David Grossman
- Scritto da: Hallie Lambert

### Trama
Sulla Rocinante si rendono conto che il missile si sta muovendo ancora ma è attirato verso il centro della strana bolla in cui sono entrati. Amos intuisce che il cameraman ha sabotato la nave e lo costringe a parlare: egli confessa di essere stato pagato per farlo, ma non conosceva le conseguenze né sa come ripararla. Intanto una nave marziana entra nell'Anello seguendo la rotta della Rocinante e fa delle prove con delle sonde verificando che è possibile uscire come si è entrati, ma oltre una certa velocità gli oggetti vengono attirati verso il centro, mentre la sonda che tocca i bordi della bolla scompare nel nulla. La nave manda un messaggio alle altre flotte consigliando di non avvicinarsi e sostenendo che cattureranno la Rocinante. Amos intanto costringe la giornalista e il cameraman a lasciare la nave con delle tute per farsi raccogliere dalla nave marziana e potere raccontare l'accaduto, mentre Holden, non riuscendo più a parlare con Miller, propone di arrendersi alla nave marziana non avendo più alternative. Nel frattempo Avasarala ordina a tutti i civili di lasciare le navi della flotta terrestre, ma Anna riesce con degli agganci a rimanere a bordo e conosce Melba, che in realtà è figlia di Jules-Pierre Mao e vuole vendicare il padre uccidendo Holden. Nel frattempo anche la flotta della cintura attraversa l'Anello; Naomi cerca di lasciare la Behemot per tornare sulla Rocinante venendo sorpresa da Drummer, che tuttavia la lascia andare. Intanto Holden ha un'altra apparizione di Miller che lo esorta a raggiungere il centro: indossata una tuta spaziale, lascia quindi la nave per raggiungerlo.
- Durata: 42 minuti
- Apparizioni speciali: Thomas Jane (L'Investigatore), Florence Faivre (Julie Mao).
- Guest star: David Strathairn (Comandante Klaes Ashford), Nadine Nicole (Melba Alzbeta Koh/Clarissa "Claire" Melpomene Mao), François Chau (Jules-Pierre Mao), Cara Gee (Capitano Camina Drummer), Genelle Williams (Tilly Fagan), Anna Hopkins (Monica Stuart), Brandon McGibbon (Elio "Cohen" Casti), Ari Millen (Stannislaw "Stanni" Kulp), Paulino Nunes (Hector "Hank" Cortez) ed Elizabeth Mitchell (Reverendo Dottoressa Annushka "Anna" Volovodov).
- Ascolti USA: telespettatori 568 000[12]

## Dente di leone
- Titolo originale: Dandelion Sky
- Diretto da: David Grossman
- Scritto da: Georgia Lee

### Trama
La nave marziana lancia una navetta con a bordo anche Draper che contatta Holden per cercare di convincerlo ad arrendersi. Questi però non cede e arriva alla sfera al centro della bolla, entrando nel tunnel che si apre e seguito dai marziani. Intanto la nave terrestre attraversa l'anello e Melba, ovvero Clarissa Mao, viene riconosciuta da Tilly, una sua vecchia conoscenza a bordo, che si propone di aiutarla, tuttavia Clarissa l'aggredisce. Nel frattempo all'interno della sfera Holden viene istruito dalla proiezione di Miller a collegarsi alla struttura: inizialmente rimane scettico temendo che possa causare danni al genere umano, ma poi si manifesta la vera coscienza di Miller che lo convince che la protomolecola non voglia fare loro del male. Draper e gli altri marine raggiungono Holden e gli sparano quando non si arrende, tuttavia i proiettili vengono bloccati e attivano la struttura: il superiore di Draper allarmato lancia una granata che fa sì che la promolecola lo disintegri per riparare i danni causati. Holden approfitta della confusione e si collega alla protomolecola ricevendo una visione dove sembra vedere a ritroso la storia di essa e numerosi altri portali oltre i quali dei pianeti esplodono, poi sviene.
- Durata: 40 minuti
- Apparizione speciale: Thomas Jane (L'Investigatore).
- Guest star: David Strathairn (Comandante Klaes Ashford), Nadine Nicole (Melba Alzbeta Koh/Clarissa "Claire" Melpomene Mao), Cara Gee (Capitano Camina Drummer), Genelle Williams (Tilly Fagan), Sabryn Rock (Soldato semplice Riko Oshi), Simu Liu (Tenente Paolo Mayer) ed Elizabeth Mitchell (Reverendo Dottoressa Annushka "Anna" Volovodov).
- Ascolti USA: telespettatori 615 000[13]

## Il mondo in rovina
- Titolo originale: Fallen World
- Diretto da: Jennifer Phang
- Scritto da: Dan Nowak

### Trama
Draper con la sua squadra porta Holden sulla navetta, scoprendo che la velocità massima all'interno della bolla si è drasticamente abbassata, causando una brusca decelerazione a tutte le navi che sono ora attirate verso il centro. La decelerazione improvvisa ha inoltre causato numerosi morti e altrettanti feriti, molti dei quali condannati a morire perché a gravità zero le emorragie interne sono letali. Anna, rimasta incolume, trova Tilly moribonda che le rivela l'identità e le intenzioni di Clarissa Mao. Anna rintraccia quest'ultima che tuttavia fugge attraverso un portello con una tuta per raggiungere la Rocinante. Intanto Naomi raggiunge la Rocinante e presta soccorso ad Alex e Amos, rimasti feriti; poco dopo viene aggredita da Clarissa, determinata a scoprire dov'è Holden, ma quest'ultima viene tramortita da Anna che l'aveva seguita. Nel frattempo Ashford e Drummer rimangono schiacciati fra due mezzi nella stiva della Behemoth: dopo avere atteso invano i soccorsi, Drummer si fa schiacciare ulteriormente per permettere ad Ashford di liberarsi. Questi chiama i soccorsi e prende il comando della nave, ordinando di attivare la sua peculiarità: la nave comincia a ruotare su sé stessa creando una gravità artificiale, così Ashford contatta tutte le altre navi offrendo loro di accogliere i feriti per usufruire della gravità per guarirli. Nel frattempo Holden si riprende e con aria trasognata rivela a Draper di avere avuto una visione apocalittica.
- Durata: 44 minuti
- Guest star: David Strathairn (Comandante Klaes Ashford), Nadine Nicole (Melba Alzbeta Koh/Clarissa "Claire" Melpomene Mao), Cara Gee (Capitano Camina Drummer), Genelle Williams (Tilly Fagan) ed Elizabeth Mitchell (Reverendo Dottoressa Annushka "Anna" Volovodov).
- Ascolti USA: telespettatori 670 000[14]

## Congregazione
- Titolo originale: Congregation
- Diretto da: Jennifer Phang
- Scritto da: Daniel Abraham e Ty Franck

### Trama
Holden viene portato sulla Behemoth e messo in cella, interrogato sia dai marziani che da Ashford, che lo ritengono pazzo per quanto dice. Naomi, Alex, Amos e Anna raggiungono anch'essi la Behemoth con Clarissa, facendola rinchiudere in cella ironicamente proprio vicino a Holden. Venendo però loro negato di vedere il loro capitano, Naomi trova Drummer in infermeria aiutandola a costruirsi dei sostegni meccanici per permetterle di camminare dopo l'incidente. Le due raggiungono Holden che è tormentato poiché pensa di essere responsabile di tutto e non trova il modo di risolvere le cose; Clarissa, origliando nella cella vicina, rimane colpita dalle sue parole. Intanto uno scienziato terrestre convince Ashford e gli altri comandanti a provocare una reazione nella sfera, facendo detonare una navetta. La sfera reagisce, ma Ashford si rende conto che sta caricando energia come un cannone: ricordandosi delle parole di Holden teme che voglia distruggere tutto il sistema solare facendo fuoco oltre l'Anello. Egli convince quindi il comandante terrestre e quello marziano nel distruggere l'Anello per impedirlo, a costo di sacrificare la via di fuga per tutti loro che sono all'interno.
- Durata: 41 minuti
- Guest star: David Strathairn (Comandante Klaes Ashford), Nadine Nicole (Clarissa "Claire" Melpomene Mao), Cara Gee (Capitano Camina Drummer), Anna Hopkins (Monica Stuart), Sabryn Rock (Soldato semplice Riko Oshi), Yanna McIntosh (Capitano Chandra Lucas) ed Elizabeth Mitchell (Reverendo Dottoressa Annushka "Anna" Volovodov).
- Ascolti USA: telespettatori 730 000[15]

## La porta dell'abisso
- Titolo originale: Abaddon's Gate
- Diretto da: Simon Cellan Jones
- Scritto da: Daniel Abraham, Ty Franck e Naren Shankar

### Trama
Holden, lasciato solo, riesce a contattare nuovamente Miller che gli spiega come salvare tutti: la sfera pensa che i reattori delle navi siano armi, quindi la soluzione è spegnerli tutti. Drummer, Naomi e Holden, trovando l'opposizione di Ashford al piano, raggiungono il reattore per spegnerlo manualmente. Intanto Alex, Amos e Anna, avvisati dai compagni, rintracciano la giornalista Monica per inviare un messaggio a tutti dicendo loro che devono spegnere tutti i reattori o moriranno. Il messaggio viene da molti ascoltato, ma crea panico sulla nave e Draper viene inviata insieme ai compagni per fermare la trasmissione: quando scopre che ci sono dietro Alex e Amos, depone le armi ed è costretta a combattere i suoi compagni. Le altre navi cominciano a spegnere i reattori, ma Ashford rimane della sua idea e arruola sul ponte anche Clarissa in quanto tecnico per attuare il piano. Nel frattempo Holden, Naomi e Drummer sono costretti a ritirarsi dal reattore poiché attaccati dagli uomini mandati da Ashford; attraverso il condotto di un ascensore, raggiungono il ponte di comando e si arrendono cercando di convincere Ashford a dare il comando di spegnere il reattore. Egli ordina invece di ucciderli, ma Clarissa si fa largo con la forza e spegne il reattore della Behemoth. Come detto da Holden, la sfera si quieta e rilascia tutte le navi, aprendo altri 1300 portali verso altrettanti sistemi. Tutte le navi escono dall'Anello e tornano alle loro basi, mentre Holden ringrazia Miller chiedendosi cosa ha annientato la civiltà che ha creato la protomolecola.
- Durata: 40 minuti
- Apparizione speciale: Thomas Jane (L'Investigatore).
- Guest star: David Strathairn (Comandante Klaes Ashford), Nadine Nicole (Clarissa "Claire" Melpomene Mao), Cara Gee (Capitano Camina Drummer), Anna Hopkins (Monica Stuart), Sabryn Rock (Soldato semplice Riko Oshi), Yanna McIntosh (Capitano Chandra Lucas) ed Elizabeth Mitchell (Reverendo Dottoressa Annushka "Anna" Volovodov).
- Ascolti USA: telespettatori 606 000[15]